# Roughhouse
I Roughhouse sono una hair metal band fondata nel 1988 a Lansdale, poco lontano da Filadelfia.

## Storia
I Roughhouse si formano nella città di Lansdale, una località vicino a Philadelphia in Pennsylvania nel 1988, originariamente sotto il nome di Teeze. Questo gruppo precedente, venne fondato nel 1978 dal cantante Luis Rivera ed il chitarrista Gregg Malack, pubblicando nel 1985 un disco autoprodotto chiamato Teeze, per la loro etichetta, la S.M.C. (acronimo di Suck My Cock) prima che la Roadrunner Records ottenne i diritti per ristampare l'album in Europa. La band gestita dai due fondatori, i fratelli Brian e Kevin Stover, rispettivamente chitarra e batteria, nel 1986 rivoluzionarono la formazione ed arruolarono il chitarrista Tod Rex Salvador aka "Rex Eisen" ed il batterista Mike Natalini. Riuscendo a contrattare con la Columbia Records, i Teeze vennero spinti a cambiare nome per volere dell'etichetta, rinominandosi quindi come Roughhouse. Il cambio del nome era necessario, poiché si venne a scoprire l'esistenza di un'omonima band di Los Angeles, ed un'altra formata ancora precedentemente in Canada, che aveva chiesto i diritti sul nome.
La band era stata portata all'attenzione della grossa major grazie al leader dei Cinderella Tom Keifer, così il quintetto entrò subito in studio con il produttore Max Norman, con alle spalle collaborazioni con gruppi come Ozzy Osbourne, Lizzy Borden, Megadeth, Lynch Mob, Loudness e Dangerous Toys. L'album di debutto dal titolo omonimo conteneva la ri-registrazione di una vecchia traccia dei Teeze dal titolo di "Midnight Madness". Sfortunatamente poco prima della pubblicazione del disco, un'altra band denunciò i diritti sul nome Roughhouse. Tuttavia il lavoro era già stato registrato e l'etichetta aveva investito sul progetto. L'omonimo
Roughhouse venne pubblicato nel 1988. Venne quindi estratta la hit "Tonight" lanciata su MTV e nelle radio. Seguì un tour statunitense di supporto a Eddie Money.
Nel 1989 i Roughhouse vennero abbandonati dall'etichetta e le tensioni provocarono la dipartita del chitarrista Rex Eisen (Tod Rex Salvador) seguito da Gregg Malack. A sostituire i due fu Rob Levy, che entrò nella band nel febbraio 1990. Il gruppo tentò di risollevarsi chiamando in causa l'ex chitarrista nei Teeze Brian Stover, ma fallirono nel tentativo di trovare un nuovo contratto discografico. Più tardi lo stesso anno, Eisen fondò la band Lovesick. Ciò provocò il definitivo scioglimento dei Roughhouse nell'ottobre del 1991.
Eisen, sotto lo pseudonimo di Tripp Eisen, raggiunse la nu metal band Dope, successivamente militò per un periodo nei Murderdolls, e infine negli Static X. Naturalmente sotto il suo vero nome, Tod Rex Salvador venne poi arrestato il 10 febbraio 2005 in California con l'accusa di "crimini contro i minori". La polizia della contea di Orange sorprese il musicista trentanovenne che dormiva in auto con una ragazzina minorenne. Salvador venne accusato di aver commesso atti sessuali con una minorenne, e venne rilasciato dopo aver pagato una cauzione di 100.000 dollari.
Due settimane dopo, il 24 febbraio 2005, Eisen venne nuovamente arrestato in California dagli investigatori del New Jersey per aver adescato ed assalito una ragazzina quattordicenne residente a Sayreville, New Jersey. Eisen sostenne di essersi presentato alla ragazzina sotto la sua vera identità, ed iniziò a frequentarla attraverso Internet partendo dall'ottobre 2004, ma che il rapporto culminò in sesso consensuale il 7 gennaio 2005. A seguito di questi avvenimenti Eisen venne cacciato dagli Static X.
Il 24 giugno 2005, Eisen venne dichiarato colpevole e condannato ad un anno di reclusione. Dopo essere stato rinchiuso da fine febbraio a fine settembre 2005 in California, Eisen venne liberato il 7 ottobre 2005.

## Formazione

### Formazione attuale
- Luis Rivera - voce
- Gregg Malack - chitarra
- Rob Levy - chitarra
- Dave Weakley - basso
- Jeff Malack - batteria

### Ex componenti
- Mike Natalini - batteria
- Rex Eisen (Tod Rex Salvador) - chitarra
- Brian Stover - chitarra
- Kevin Stover - batteria

## Discografia

### Come Teeze
- 1985 Teeze (Roadrunner Records[6])

### Come Roughhouse
- 1988 Roughhouse (Columbia Records[7])